# Jashore (Distrikt)

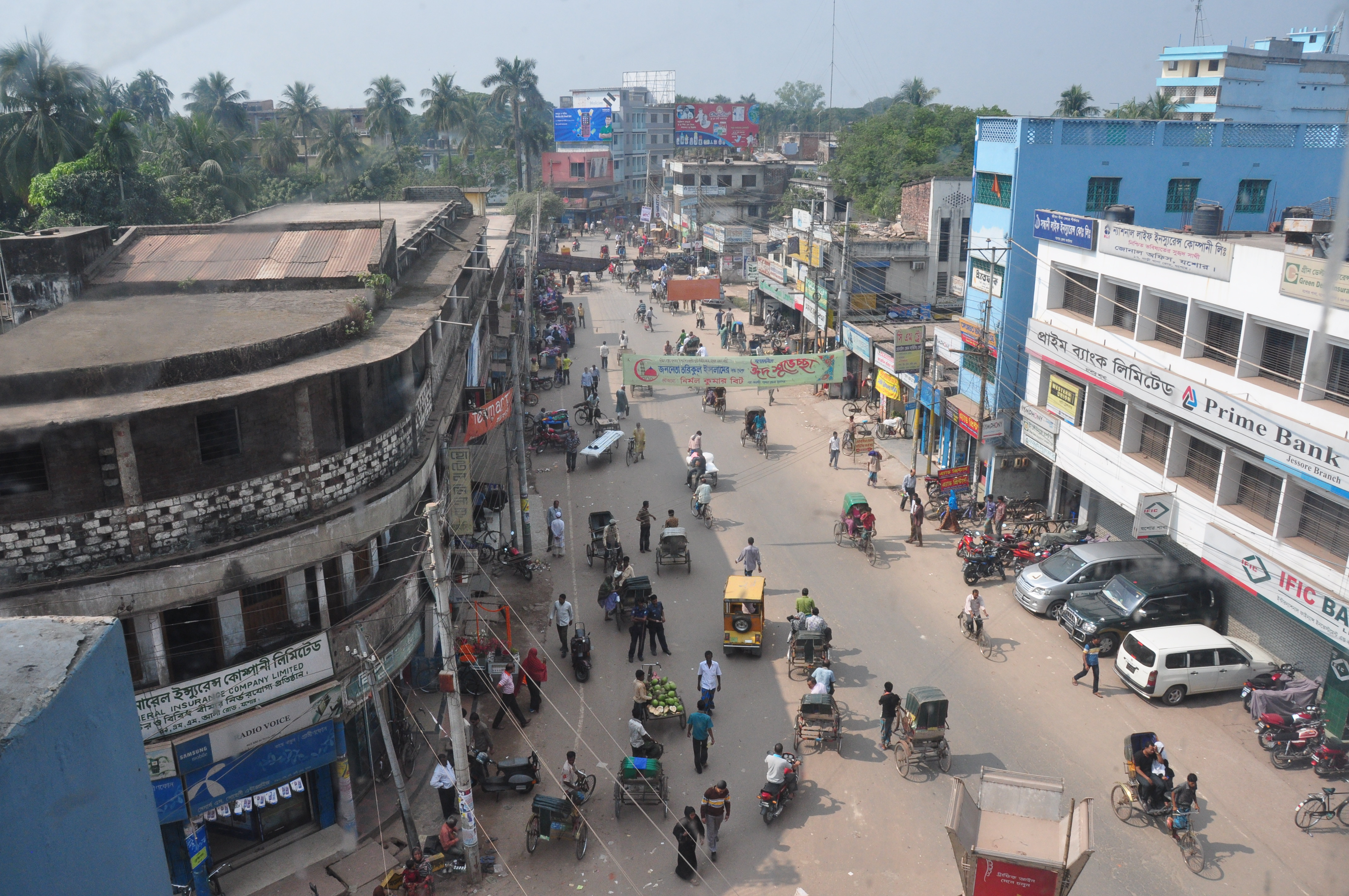
Jessore

Der Distrikt Jashore (Bengalisch: যশোর জেলা, Yaśor jelā, Jashor Jela), vor 2018 überwiegend bekannt als Jessore, ist eine Verwaltungseinheit im Westen der Division Khulna in Bangladesch. Seine Hauptstadt ist Jashore. Der Distrikt hat 2.764.547 Einwohner (Volkszählung 2011). Am 2. April 2018 dekretierte die Regierung Bangladeschs, dass die bisher übliche Schreibweise Jessore in Jashore geändert werden solle, um näher an der bengalischen Aussprache zu sein.
Die 2578,20 km² große Verwaltungseinheit grenzt im Norden an die Distrikte Jhenaidaha und Magura, im Osten an die Distrikte Narail und Khulna, im Süden Satkhira und Khulna und im Westen an den indischen Bundesstaat Westbengalen.
Der bereits 1781 gegründete Distrikt Jessore ist in acht Upazilas unterteilt:
Abhaynagar, Bagherpara, Chaugachha, Jhikargachha, Keshabpur, Jessore Sadar, Manirampur und Sharsha.
Innerhalb dieser Verwaltungsunterteilung gibt es vier selbstverwaltende Städte (municipalities), 92 Union Parishads (Dorfräte) und 1434 Dörfer.
Jessore war der erste unabhängige Distrikt Bangladeschs. Am 6. Dezember 1971 erkämpften sich die Bewohner des Distriktes ihre Unabhängigkeit von Pakistan.